# كاستريوت ديرماكو
كاستريوت ديرماكو (بالألبانية: Kastriot Dermaku) (15 يناير 1992 بسكانديانو في إيطاليا - ) هو لاعب كرة قدم ألباني في مركز الدفاع. شارك مع منتخب ألبانيا تحت 21 سنة لكرة القدم. أما مع النوادي، فقد لعب مع نادي إمبولي وAS Melfi ‏.

## وصلات خارجية
- كاستريوت ديرماكو على موقع الاتحاد الأوربي (الإنجليزية)
- كاستريوت ديرماكو على موقع قاعدة بيانات كرة القدم.إي يو (الإنجليزية)
- كاستريوت ديرماكو على موقع ناشيونال فوتبول تيمز (الإنجليزية)
- كاستريوت ديرماكو على موقع Soccerway.com (الإنجليزية)
- كاستريوت ديرماكو على موقع عالم كرة القدم.نت (الإنجليزية)
- كاستريوت ديرماكو على موقع AS.com (الإسبانية)